# Hiroshima (libro)
Hiroshima es un libro de 1946 del autor estadounidense John Hersey. Cuenta la historia de seis supervivientes de la bomba atómica lanzada sobre Hiroshima. Se considera uno de los primeros ejemplos de Nuevo periodismo, en el que las técnicas de narración de historias de ficción se adaptan a los reportajes de no ficción.
El trabajo se publicó originalmente en The New Yorker, que había planeado publicarlo en cuatro números, pero en cambio, dedicó la edición completa del 31 de agosto de 1946 a ese solo artículo. Menos de dos meses después, Alfred A. Knopf imprimió el artículo como libro. Nunca dejado de imprimir, ha vendido más de tres millones de copias. "Su historia se convirtió en parte de nuestro incesante pensamiento sobre las guerras mundiales y el  holocausto nuclear ", escribió el ensayista del New Yorker Roger Angell en 1995.

## Antecedentes
Antes de escribir Hiroshima, Hersey había sido corresponsal de guerra, escribiendo para las revistas Life y The New Yorker. Siguió a las tropas aliadas durante la campaña de Italia durante la Segunda Guerra Mundial. En 1944, Hersey comenzó a trabajar en el Pacific Theatre y siguió al teniente John F. Kennedy por las Islas Salomón. Uno de los primeros periodistas occidentales en ver las ruinas de Hiroshima después del bombardeo, William Shawn de The New Yorker le encargó a Hersey que escribiera artículos sobre el impacto de una explosión nuclear utilizando relatos de testigos, un tema prácticamente intocado por los periodistas. Hersey entrevistó a muchos testigos y centró su artículo en seis en particular.

### Publicación enThe New Yorker
El número del 31 de agosto de 1946 llegó a los buzones de los suscriptores con una portada alegre de un pícnic de verano en un parque. No había indicios de lo que había dentro. El artículo de Hersey comenzaba donde normalmente comenzaba la columna habitual de la revista "Charla de la ciudad", inmediatamente después de las funciones de teatro. Al final de la página, los editores agregaron una breve nota: "A NUESTROS LECTORES. The New Yorker esta semana dedica todo su espacio editorial a un artículo sobre la destrucción casi completa de una ciudad por una bomba atómica, y lo que le sucedió a la gente de esa ciudad. Lo hace con la convicción de que pocos de nosotros hemos comprendido aún el increíble poder destructivo de esta arma, y que todos bien podrían tomarse un tiempo para considerar las terribles implicaciones de su uso. Los Editores". Una de las pocas personas, además de los editores principales de The New Yorker, que dieron pistas sobre la próxima publicación fue el escritor principal de la revista, E. B. White, a quien Harold Ross le confió sus planes. "Hersey ha escrito treinta mil palabras sobre el bombardeo de Hiroshima (que ahora puedo pronunciar de una manera nueva y elegante)", escribió Ross a White en Maine, "una historia increíble, y nos preguntamos qué hacer al respecto"... [William Shawn, director editorial de The New Yorker] quiere despertar a la gente y dice que somos las personas que tienen la oportunidad de hacerlo, y probablemente las únicas personas que lo harán, si se hace".

### Recepción literaria

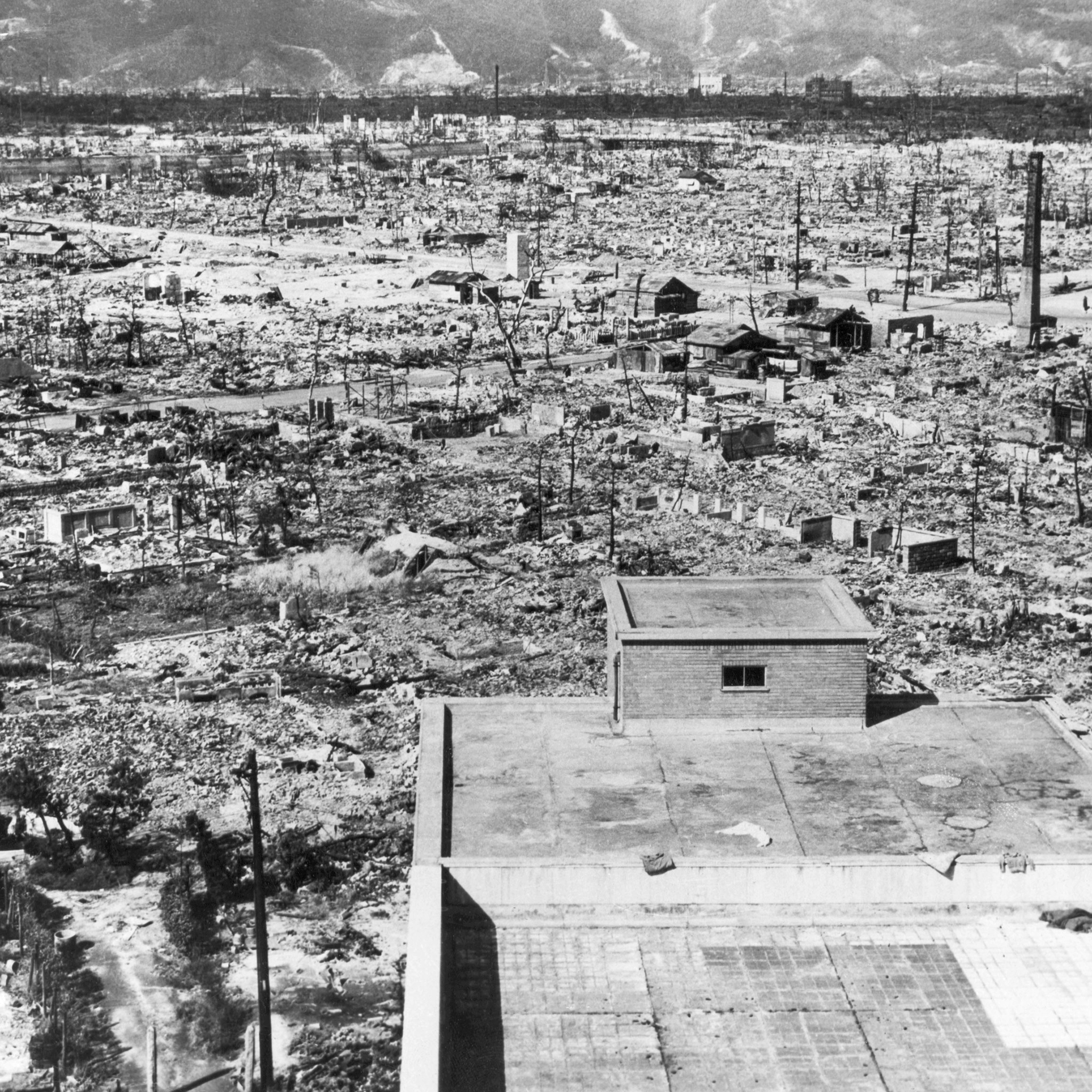
Hiroshima en ruinas, octubre de 1945, dos meses después de la explosión de la bomba atómica.

Con una descripción detallada de los efectos de la bomba, el artículo fue una sensación editorial. En prosa sencilla, Hersey describió las terribles consecuencias de la bomba atómica: personas con globos oculares derretidos, o personas vaporizadas, dejando solo sus sombras grabadas en las paredes. El artículo del New Yorker Hiroshima fue un éxito de ventas inmediato y se agotó en los quioscos en cuestión de horas. Las oficinas de la revista recibieron muchas solicitudes de reimpresiones. ABC Radio Networks se adelantó a la programación regular para transmitir lecturas del texto completo por parte de actores conocidos en cuatro programas de media hora. Muchas estaciones de radio en el extranjero hicieron lo mismo, incluida la BBC en Gran Bretaña, donde el racionamiento de papel para periódicos que continuó después del final de la guerra impidió su publicación; Hersey no permitió la edición de la pieza para reducir su longitud. El Club del Libro del Mes apresuró una copia del artículo en formato de libro, que envió a los miembros como una selección gratuita, diciendo: "Nos resulta difícil concebir que se escriba algo que pueda ser de mayor importancia [sic]  en este momento a la raza humana."
Publicado poco más de un año después del lanzamiento de la bomba atómica sobre Hiroshima, se mostró al público estadounidense una interpretación diferente de los japoneses de lo que se había descrito anteriormente en los medios. Después de leer Hiroshima, un científico del Proyecto Manhattan escribió que lloró al recordar cómo había celebrado el lanzamiento de la bomba atómica.  Los científicos junto con el público estadounidense sintieron vergüenza y culpa por el sufrimiento del pueblo de Hiroshima.
El artículo de 31.000 palabras fue publicado más tarde ese mismo año por Alfred A. Knopf como libro. El trabajo de Hersey a menudo se cita como uno de los primeros ejemplos de Nuevo periodismo en su fusión de elementos de reportaje de no ficción con el ritmo y los dispositivos de la novela. La prosa sencilla de Hersey fue elogiada por los críticos como un modelo de narrativa discreta. Hersey rara vez concedía entrevistas y aborrecía participar en cualquier cosa que se pareciera a giras de libros, como recordó su editora Judith Jones. "Si alguna vez hubo un tema calculado para sobreexcitar a un escritor y sobrescribir una pieza, fue el bombardeo de Hiroshima", escribió Hendrik Hertzberg; "Sin embargo, el reportaje de Hersey fue tan meticuloso, sus oraciones y párrafos fueron tan claros, tranquilos y comedidos, que el horror de la historia que tenía que contar se manifestó de manera aún más escalofriante".
El autor dijo que adoptó el estilo sencillo para adaptarse a la historia que se esforzó por contar. "El estilo plano fue deliberado", dijo Hersey 40 años después, "y sigo pensando que hice bien en adoptarlo. Un estilo literario elevado, o una demostración de pasión, me habrían introducido en la historia como mediador. Quería evitar tal mediación, para que la experiencia del lector fuera lo más directa posible".
El fundador de The New Yorker, Harold Ross, le dijo a su amigo, el autor Irwin Shaw: "No creo que haya obtenido tanta satisfacción de nada más en mi vida". Pero la publicación del artículo de Hersey en The New Yorker causó problemas con respecto a la relación de Hersey con Henry Luce, el cofundador de Time-Life y el primer mentor de Hersey, quien sintió que Hersey debería haber informado del evento para una de las revistas de Luce. A pesar de las dudas de Luce sobre la elección de The New Yorker por parte de Hersey para publicar la historia de Hiroshima, el formato y el estilo de la revista permitieron al autor mucha más libertad para informar y escribir. Las publicaciones de Luce -Time, Life and Fortune- no ofrecían algo semejante. Además, The New Yorker hizo todo lo posible para mantener en secreto la historia de Hersey. Los principales editores de la revista semanal observaron un completo secreto sobre la impresión del artículo. Si bien los editores Harold Ross y William Shawn pasaron largas horas editando y deliberando cada oración, al personal de la revista no se le dijo nada sobre el próximo número. Los empleados estaban desconcertados cuando no se devolvían las pruebas semanales normales y no se respondían sus consultas. Incluso el departamento de publicidad deliberadamente no fue informado.

Every American who has permitted himself to make jokes about atom bombs, or who has come to regard them as just one sensational phenomenon that can now be accepted as part of civilization, like the airplane and the gasoline engine, or who has allowed himself to speculate as to what we might do with them if we were forced into another war, ought to read Mr. Hersey. When this magazine article appears in book form the critics will say that it is in its fashion a classic. But it is rather more than that.
Todo estadounidense que se haya permitido hacer bromas sobre las bombas atómicas, o que haya llegado a considerarlas como un fenómeno sensacional que ahora puede aceptarse como parte de la civilización, como el avión y el motor de gasolina, o que se haya permitido especular en cuanto a lo que podríamos hacer con ellas, si nos vieran forzados a otra guerra, deberíamos leer al Sr. Hersey. Cuando este artículo de revista aparezca en forma de libro, los críticos dirán que es, a su manera, un clásico. Pero es algo más que eso.

Más tarde, una revista calificó el relato de Hersey del bombardeo como "la pieza periodística más celebrada de la Segunda Guerra Mundial".
También recibió la aprobación de The New Republic, que dijo que "la pieza de Hersey es sin duda uno de los grandes clásicos de la guerra". Si bien la mayoría de los extractos elogiaron el artículo, Mary McCarthy dijo que "para haber hecho justicia a la bomba atómica, el Sr. Hersey habría tenido que entrevistar a los muertos". Rápidamente fue un libro en el Club del Libro del Mes, y se distribuyó de forma gratuita debido a las preguntas que planteó sobre la humanidad de la raza humana. Hiroshima también fue leída palabra por palabra en la radio por la American Broadcasting Company, amplificando sus efectos.

### Publicación en Japón
Aunque el gobierno militar estadounidense (encabezado por Douglas MacArthur) disuadió a los editores de publicar el libro en Japón, se distribuyeron pequeñas cantidades de copias; en enero de 1947, Hersey dio una lectura en inglés en Tokio. Una traducción al japonés de Hiroshima se publicó por primera vez en Japón en 1949 (se sigue editando desde entonces). Según Gar Alperovitz en The Decision to Use the Atomic Bomb, "las autoridades de ocupación suprimieron varios relatos de los bombardeos atómicos. Un ejemplo digno de mención involucró la denegación a fines de 1946 de una solicitud del Nippon Times para publicar Hiroshima de John Hersey (en inglés)". MacArthur dijo en 1948 que, a pesar de las numerosas acusaciones de censura formuladas contra la oficina de censores por los medios de comunicación estadounidenses, Hiroshima no estaba prohibida en Japón.

## Descripción
El artículo comienza en la mañana del 6 de agosto de 1945, el día en que se lanzó la bomba atómica, que mató a unas 135.000 personas. La primera frase es:

At exactly fifteen minutes past eight in the morning on August 6, 1945, Japanese time, at the moment when the atomic bomb flashed above Hiroshima, Miss Toshiko Sasaki, a clerk in the personnel department of the East Asia Tin Works, had just sat down at her place in the plant office and was turning her head to speak to the girl at the next desk.
Exactamente a las ocho y cuarto de la mañana del 6 de agosto de 1945, hora japonesa, en el momento en que la bomba atómica estalló sobre Hiroshima, la señorita Toshiko Sasaki, empleada del departamento de personal de East Asia Tin Works, acababa de sentarse. en su lugar en la oficina de la planta y giraba la cabeza para hablar con la chica del escritorio de al lado.
Hiroshima, John Hersey, 1946

Hersey presenta a seis personas: dos médicos, un sacerdote protestante, una costurera viuda, una joven trabajadora de una fábrica y un sacerdote católico alemán. Describe sus mañanas antes de que se lanzara la bomba. A lo largo del libro, las vidas de estas seis personas se superponen mientras comparten experiencias similares. Cada capítulo cubre un período de tiempo desde la mañana del bombardeo hasta un año después para cada testigo. En ediciones posteriores se agregó un capítulo adicional que cubre las secuelas 40 años después del bombardeo.
|                  |
| Kiyoshi Tanimoto |

|                  |
| Hatsuyo Nakamura |

|                    |
| Dr. Masakazu Fujii |

|                                                      |
| Sacerdote Wilhelm Kleinsorge (luego Makoto Takakura) |

|                     |
| Dr. Terufumi Sasaki |

|                                           |
| Toshiko Sasaki (hermana Dominique Sasaki) |

Los seis personas del libro son:

###### Kiyoshi Tanimoto
Tanimoto se encontraba a 3.200 metros del centro de la explosión. Pastor de la Iglesia metodista de Hiroshima, un hombre pequeño de estatura, "rápido para hablar, reír y llorar", débil pero fogoso, cauteloso y reflexivo, se educó en teología en los EE. UU. en la Universidad de Emory, en Atlanta, Georgia, habla excelente inglés, obsesionado con ser espiado, Presidente de la Asociación de Vecinos.

###### Hatsuyo Nakamura
Nakamura se encontraba a 1.200 metros del centro de la explosión. Es viuda de un sastre que está criando a sus tres hijos (Toshio, de 10 años, Yaeko, de ocho años, y Myeko, de cinco años). Su esposo murió recientemente en Singapur en una acción de guerra.

###### Dr. Masakazu Fujii
Fujii se encontraba a 1.400 metros del centro de la explosión. Se le describe como hedonista, propietario de un hospital privado de 30 habitaciones con equipos modernos. Tiene familia que vive en Osaka y Kyushu, es sociable y tranquilo.
Padre Wilhelm Kleinsorge (Makoto Takakura)
Kleinsorge se encontraba a 1.300 metros del centro de la explosión. Kleinsorge en ese momento era un sacerdote jesuita alemán de 38 años. Debilitado por su dieta durante la guerra, se siente rechazado por los japoneses y tiene un "rostro delgado, con una nuez de Adán prominente, un pecho hueco, manos colgantes, pies grandes". Su padre superior en la misión es Hugo Lassalle.
Dr. Terufumi Sasaki
Terufumi Sasaki se encontraba a 1.300 metros del centro de la explosión. Trabaja como cirujano de 25 años en el hospital de la Cruz Roja. Vive con su madre en Mukaihara, una idealista. Molesto con los servicios de salud deficientes, practica la medicina sin permiso en comunidades que carecen de atención médica de calidad. No está relacionado con Toshiko Sasaki.

###### Toshiko Sasaki (Hermana Dominique Sasaki)
Sasaki se encontraba a 1.500 metros del centro de la explosión. Tiene 20 años y está comprometida con un soldado, además de trabajar como "empleada en el departamento de personal de East Asia Tin Works" 

### Un destello silencioso
Este capítulo presenta a los personajes y detalla los relatos de los testigos de la mañana anterior y su percepción de la explosión de la bomba atómica. La explosión ocurrió exactamente a las 8:15 a. m., hora local. La señorita Toshiko está en su escritorio y hablando con un compañero de trabajo de la fábrica de estaño cuando la habitación se llenó de "una luz cegadora". y el destello fue tan poderoso que empujó una estantería y aplastó la pierna de  Toshiko mientras ella perdía el conocimiento. Estaba cubierta con una estantería mientras el edificio se derrumbaba a su alrededor. Mientras estaba sentado en su porche, el Dr. Masakuza Fujii fue testigo de un destello "amarillo brillante" y cayó al río. Se lesionó gravemente el hombro. Después de regresar a su casa desde un área segura, Nakamura vio un destello "más blanco que cualquier blanco que hubiera visto" antes. Fue arrojada a la habitación de al lado mientras sus hijos eran enterrados en los escombros. Mientras lee su periódico matutino, el padre Wilhem Kleinsorge es testigo de un "destello terrible... [como] un gran meteorito que choca con la tierra". Se encontró en la huerta de la misión y sufrió solo pequeños cortes. De pie solo en un corredor, el Dr. Terufumi Sasaki vio un "flash fotográfico gigantesco". La explosión destrozó el hospital, pero el Dr. Sasaki permaneció intacto, excepto que sus anteojos y zapatos habían volado de su cuerpo. El Dr. Sasaki fue el único médico que resultó ileso en el hospital, que se llenó rápidamente de pacientes. El reverendo Kiyoshi Tanimoto vio un "tremendo destello de luz en el cielo". Tanimoto fue arrojado contra una pared de su casa y sintió presión,  así como astillas y escombros cayendo sobre él.

### El fuego
El segundo capítulo documenta el momento inmediatamente posterior a la explosión, donde los incendios se propagan y los testigos intentan salvar a otros y encontrar seguridad para ellos mismos. Inmediatamente después de la explosión, el reverendo Tanimoto corre en busca de su familia y feligreses. Deja de lado la búsqueda cuando se encuentra con personas que necesitan ayuda y luego retoma la retoma. Nakamura viaja con sus hijos y un vecino al parque Asano en la casa de la misión jesuita, están vomitando continuamente. Se encuentra al padre Kleinsorge deambulando por los terrenos de la misión con numerosos pedazos de vidrio en la espalda. Kleinsorge corre a su habitación y toma un botiquín de primeros auxilios y su maleta que contiene dinero y papeles de la misión. Kleinsorge y otros salen y traen comida para todos en Asano.
El hospital del Dr. Fujii estaba cercano al río cercano, y Fuji estaba atrapado entre sus vigas, incapaz de moverse. Fujii mira la ciudad y la llama "un desfile interminable de miseria". El Dr. Sasaki "trabajaba sin método" al decidir qué paciente recibiría atención a continuación. Los pacientes llenaron cada centímetro del hospital. La gente vomitaba por todas partes. Se convirtió en un robot, repitiendo el tratamiento en un paciente tras otro. Sasaki todavía yace inconsciente debajo de la estantería y el edificio derrumbado. Su pierna está severamente rota. La levantan junto a dos personas gravemente heridas y la dejan. El padre Kleinsorge se dirige a Asano. Tanimoto cruza la ciudad para encontrar a su familia y feligreses. Se disculpa con los heridos al pasar por no estar herido. Solo por suerte se encuentra con su esposa e hijo en las orillas del río Ōta. Se separaron para que ella pueda regresar a Ushida y él se pueda encargar de la iglesia.

### Se están investigando los detalles
El tercer capítulo narra los días posteriores al lanzamiento de la bomba, los continuos problemas que enfrentan los sobrevivientes y las posibles explicaciones de la devastación masiva que encuentran los testigos.
El 12 de agosto, los Nakamura continuaban enfermos y descubrieron que el resto de su familia había muerto. Tanimoto continúa transportando personas de un lado del río al otro con la esperanza de ponerlos a salvo de los incendios. Kleinsorge, debilitado por sus heridas y enfermedades anteriores, permanece en el parque. Finalmente es bienvenido por los japoneses y ya no se siente como un extranjero. Fujii duerme en el piso de la casa de su familia destruida. Su clavícula izquierda está rota y cubierta de muchos cortes profundos. Diez mil heridos se han presentado en el hospital de la Cruz Roja. Sasaki todavía está tratando de atender a la mayor cantidad de personas posible. Todo lo que se puede hacer es poner solución salina en las peores quemaduras. Los pacientes muertos yacían por todas partes. La señorita Sasaki todavía yace sin ayuda fuera de la fábrica. Finalmente llegan amigos y la trasladan a un hospital.
Al final del capítulo, el 15 de agosto, la guerra ha terminado.

### Maíz y manzanilla
Han pasado doce días desde que se lanzó la bomba sobre Hiroshima. Cuatro millas cuadradas de la ciudad habían sido completamente destruidas. Luego del bombardeo, Hiroshima sufre una inundación, lo que aumenta el caos y la destrucción. Mucha gente ahora está desarrollando el síndrome de irradiación aguda y el odio hacia los estadounidenses se ha profundizado, pero disminuye una vez que se designa a Hiroshima para tener niveles seguros de radiación. Se examinan las heridas de Kleinsorge y se descubre que se han reabierto e inflamado. Incluso en septiembre, Kleinsorge está empeorando. Es llevado al hospital por fiebre alta, anemia y niveles bajos de leucocitos. Nakamura todavía siente náuseas y su cabello comienza a caerse. Una vez que se le da el visto bueno, ya que los niveles de radiación en Hiroshima son aceptables y su apariencia era presentable, regresa a su casa para recuperar su máquina de coser, pero está oxidada y arruinada. Tanimoto también se enfermó sin previo aviso. Su fiebre alcanza los 40 grados centígrados y le dan inyecciones de vitamina B1 para combatir la enfermedad. La señorita Sasaki permanece hospitalizada y con dolor. La infección ha impedido que los médicos puedan arreglar su pierna fracturada. Fue dada de alta del hospital a finales de abril, pero quedó gravemente lisiada. El Dr. Fujii todavía vive en la casa de verano de un amigo y sus lesiones han progresado bien. Él ha observado que muchos sobrevivientes continúan experimentando problemas extraños. Compra una nueva clínica en un suburbio de Hiroshima y una vez que se cura comienza una práctica exitosa. El Dr. Sasaki ha estado estudiando la progresión de los pacientes y asignó tres etapas a la enfermedad. Después de seis meses, el hospital de la Cruz Roja comenzó a funcionar con normalidad. Sasaki siguió siendo el único cirujano del personal, pero finalmente tuvo tiempo de casarse en marzo.
Un año después del bombardeo, la iglesia del señor Tanimoto se había arruinado y él ya no tenía su excepcional vitalidad, Nakamura estaba desamparada, Fujii ha perdido el hospital de treinta habitaciones que le tomó muchos años adquirir y no tiene perspectivas de reconstruirlo,  Kleinsorge está de regreso en el hospital,  el Dr. Sasaki no es capaz de hacer el trabajo que había hecho una vez, la señorita Sasaki está lisiada.

### Las secuelas
Este capítulo se agregó cuarenta años después de la publicación inicial en The New Yorker. : p66 Apareció en la edición del 15 de julio de 1985 de The New Yorker. Hersey regresó a Hiroshima para saber qué pasó con los seis sobrevivientes. Su registro de lo que encontró se convirtió en el capítulo 5 en ediciones posteriores del libro. Los sobrevivientes del bombardeo de Hiroshima ahora se conocen como hibakusha (personas afectadas por la explosión). Los japoneses inicialmente se negaron a asumir ninguna responsabilidad por el bombardeo atómico estadounidense o la población afectada. Las víctimas fueron discriminadas y muchos empleadores se negaron a contratar a un hibakusha porque no podían trabajar tan duro. Su exposición, llamada "síndrome de irradiación aguda" en Japón, los dejó con debilidad crónica, mareos y problemas digestivos, entre otros. En 1954, el incidente de contaminación del Lucky Dragon N.° 5 creó un movimiento político para los hibakusha y la Ley de atención médica para las víctimas de la bomba atómica. Esta ley otorgaba atención médica a los hibakusha y una asignación mensual.
Kiyoshi Tanimoto continuó predicando el evangelio a las personas que estaban reconstruyendo en Hiroshima. La Junta Metodista de Misiones lo trajo a los Estados Unidos para recaudar dinero para su iglesia. El 5 de marzo de 1949 se publicó su memorándum, Hiroshima Ideas. En 1950, regresó a Estados Unidos para su segunda gira de conferencias. En este viaje, habló con miembros del Comité de Asuntos Exteriores de la Cámara de Representantes de los Estados Unidos. Debido a sus giras por todo el mundo, fue apodado "El ministro de la bomba atómica". En 1955, regresó a Estados Unidos con Señoritas de Hiroshima, mujeres que eran niñas en edad escolar cuando quedaron gravemente desfiguradas como resultado del destello térmico de la bomba, y que fueron a Estados Unidos para someterse a una cirugía reconstructiva. Durante este viaje, apareció en This Is Your Life con Ralph Edwards. Se sorprendió al encontrarse con el Capitán Robert Lewis, el copiloto del Enola Gay. Murió el 28 de septiembre de 1986.
Durante un tiempo, la Sra. Nakamura solo ganaba lo suficiente para sobrevivir y alimentar a su familia. Cayó enferma y ya no pudo trabajar. Para recibir tratamiento, se vio obligada a vender su máquina de coser. Realizó trabajos ocasionales como repartir pan donde podía tomarse tres o cuatro días libres para recuperarse antes de volver a trabajar. Continuó ganando lo justo para sobrevivir. Trabajó en una fábrica de bolas de naftalina durante 13 años, pero no se inscribió de inmediato para su subsidio de salud a través de la Ley de Atención Médica a las Víctimas de la bomba atómica. Fue invitada a ser miembro de la Asociación de Familias en Duelo y viajó por el mundo.
En 1948, el Dr. Fujii construyó una nueva práctica médica en Hiroshima. Tuvo suerte y no enfrentó los efectos duraderos de la enfermedad de la bomba atómica. Murió el 12 de enero de 1973.
El padre Wilhelm Kleinsorge continuó sufriendo por exposición a la radiación. En 1958, fue nombrado sacerdote de una iglesia mucho más grande en otra parte de la ciudad. Se convirtió en ciudadano japonés y cambió su nombre a Padre Makoto Takakura. Cayó en coma y murió el 19 de noviembre de 1977. Siempre había flores frescas en su tumba.
El Dr. Terufumi Sasaki, que no sufrió efectos secundarios por la bomba, estaba obsesionado con las imágenes del hospital de la Cruz Roja después del bombardeo. En 1951, Sasaki dejó de trabajar en el hospital. Comenzó su propia práctica en su ciudad natal y normalmente realizaba cirugías sencillas. Decidió construir un hospital geriátrico. Continuó lamentando no llevar un mejor registro de todos los cuerpos cremados en el hospital.
Toshiko Sasaki fue abandonada por su prometido después de quedar lisiada. Durante un período de 14 meses, se sometió a una cirugía ortopédica para mejorar el estado de su pierna. Después de trabajar en un orfanato durante cinco años, se hizo monja en la Sociedad de Ayudantes de las Almas Sagradas. Al hacer sus votos perpetuos en 1953, adoptó el nombre de Hermana Dominique. Rápidamente se hizo notar por su potencial y fue nombrada directora del Jardín de San José, un hogar de ancianos. Se jubiló en 1978 y fue recompensada con un viaje a la Santa Sede. Hizo trabajo voluntario y pasó dos años como Madre Superiora en Misasa, donde había hecho su noviciado.

## Impacto duradero

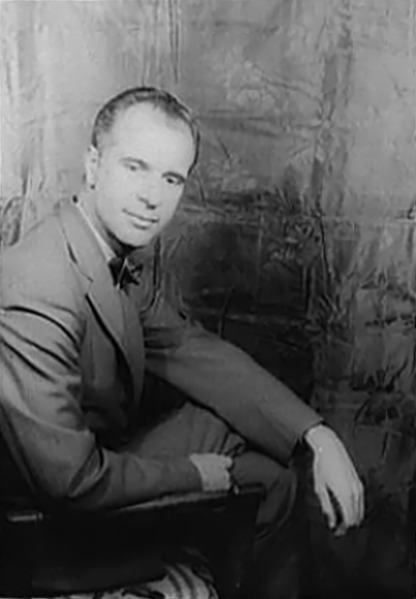
John Hersey

La publicación del artículo colocó a Hiroshima y la bomba atómica en el centro del debate sobre la guerra nuclear. En Hiroshima in History and Memory, Michael J. Hogan escribe que Hiroshima creó una comprensión de la magnitud del evento y una entrada al análisis del mismo. Plantea tres cuestiones que antes no se habían abordado: el impacto de la ciencia moderna, la bomba y el futuro de las armas nucleares.
Los eventos del lanzamiento de la bomba atómica viven en la psique de todos y Hersey los sacó a la luz espantosamente. Hiroshima ha sido y seguirá siendo "parte de nuestro incesante pensamiento sobre las guerras mundiales y el holocausto nuclear". Los efectos de la radiación han seguido siendo una preocupación para el mundo y la seguridad de la energía nuclear. Estas preocupaciones han resurgido desde el incidente en la Central nuclear Fukushima I. Las imágenes presentadas al público después de la publicación de Hiroshima revivieron a los ojos del mundo.
En su ensayo From Yellow Peril to Japanese Wasteland: John Hersey's "Hiroshima", Patrick B. Sharp también vio a Hiroshima como un contrapunto a la ficción Yellow Peril como Flash Gordon y Buck Rogers, que fueron "narradas desde el punto de vista de un 'todo el mundo' que es testigo de primera mano de la invasión de su país. Mientras los narradores luchan por sobrevivir, somos testigos del horror del ataque a través de sus ojos y llegamos a odiar a los alienígenas enemigos que tan cruel e injustamente han invadido su país". Mientras que en la ficción Yellow Peril, los científicos y soldados que derrotan a los invasores son retratados como héroes, Hersey retrata a clérigos, médicos y otros ciudadanos comunes japoneses y alemanes como héroes.
Los ensayos en el sitio web Red Circle Authors incluyeron a Hiroshima en el  de literatura sobre la bomba atómica. Aun así, antologías relevantes como Nihon no Genbaku Bungaku o The Crazy Iris and Other Stories of the Atomic Aftermath se limitan únicamente a escritores japoneses. En su cuento Luciérnagas de 1953, la escritora Yōko Ōta, representante de la llamada Literatura de la bomba atómica, se refiere repetidamente al informe de Hershey y al Dr. Sasaki, a quien llama Dr. X en su historia, "el joven médico sobre el que John Hersey había escrito en Hiroshima ".
En 1999, el artículo original fue clasificado como la mejor obra periodística estadounidense del siglo XX por un panel de expertos reunidos por el departamento de periodismo de la Universidad de Nueva York.
El libro apareció en A Good Read de BBC Radio 4 en noviembre de 2020.